# Lei Geral de Telecomunicações
Lei Geral de Telecomunicações (Lei 9472) é uma lei brasileira promulgada em 16 de julho de 1997 criada para atender à privatização do Sistema Telebras, criou a Agência Nacional de Telecomunicações, trata dos direitos e deveres dos usuários dos serviços de telecomunicações.